# (25797) 2000 CG82
2000 سي جي 82 (ويعرف أيضًا باسم (25797) 2000 سي جي 82 وفق تسمية الكوكب الصغير) (بالإنجليزية: 2000 CG82)‏ هو كويكب ضمن حزام الكويكبات؛ وترتيبه 25797 من حيث الاكتشاف.
اكتُشف هذا الجُرم الفلكي بواسطة بحث لنكولن عن الكويكبات القريبة من الأرض في 4 فبراير 2000.

## وصلات خارجية
- (25797) 2000 CG82 في قاعدة بيانات مختبر الدفع النفاث لأجرام النظام الشمسي الصغيرة

- الاكتشاف · مخطط المدار ·  العناصر المدارية · المعلمات المادية

- (25797) 2000 CG82 على موقع ويكي سكاي: DSS2, SDSS, GALEX, IRAS, Hydrogen α, X-Ray, Astrophoto, Sky Map, Articles and images